# 歩兵第32連隊

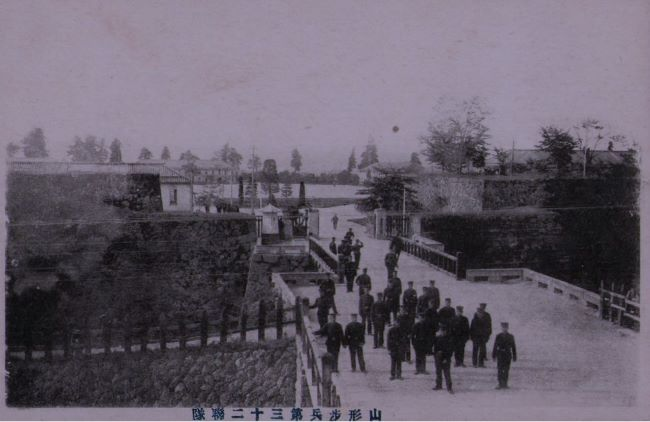
山形城内に駐屯していた時代の歩兵第32連隊

歩兵第32連隊（ほへいだいさんじゅうにれんたい、歩兵第三十二聯隊）は、大日本帝国陸軍の歩兵連隊の一つ。

## 沿革

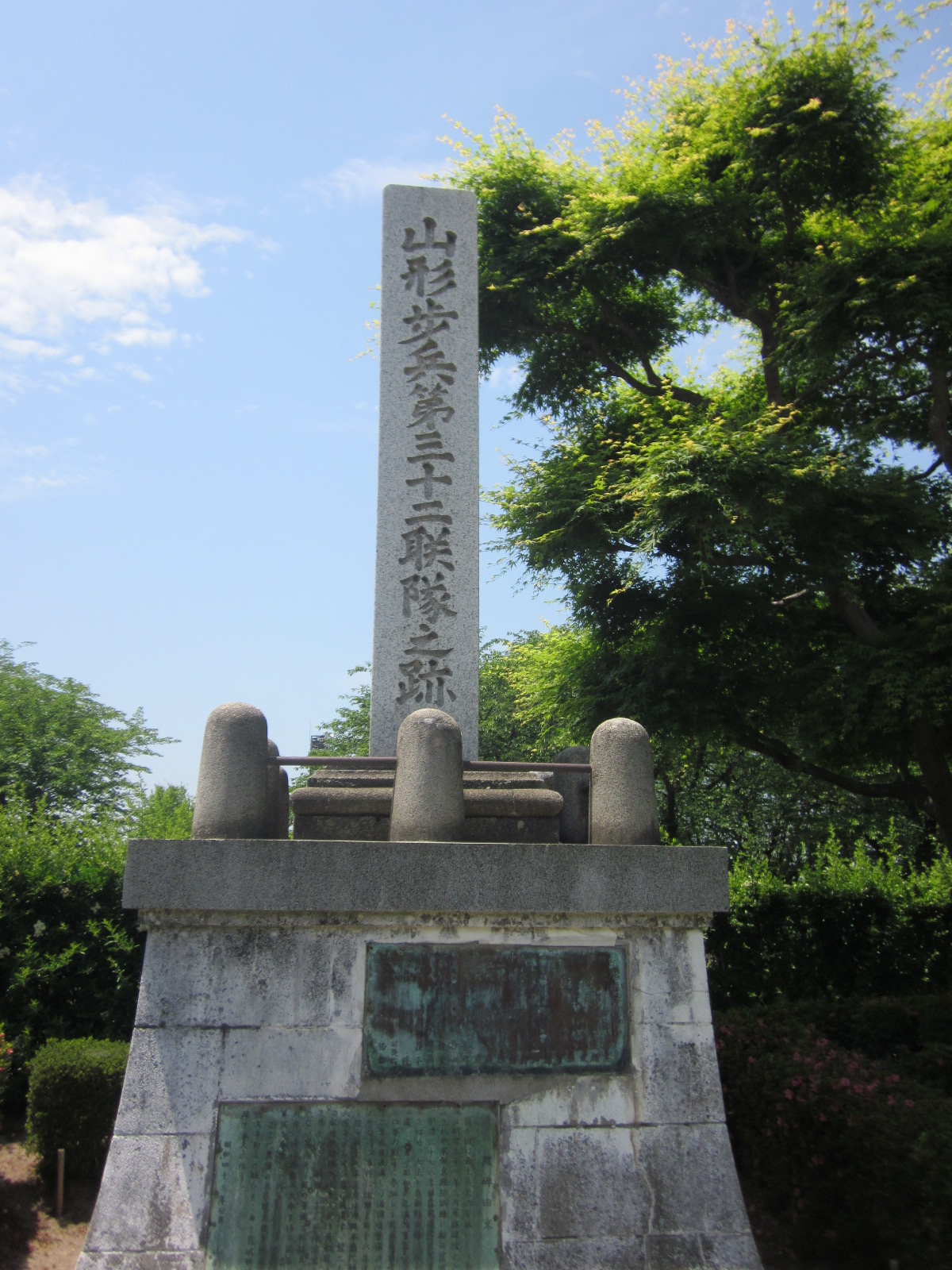
山形城址の霞城公園にある歩兵第三十二聯隊之碑

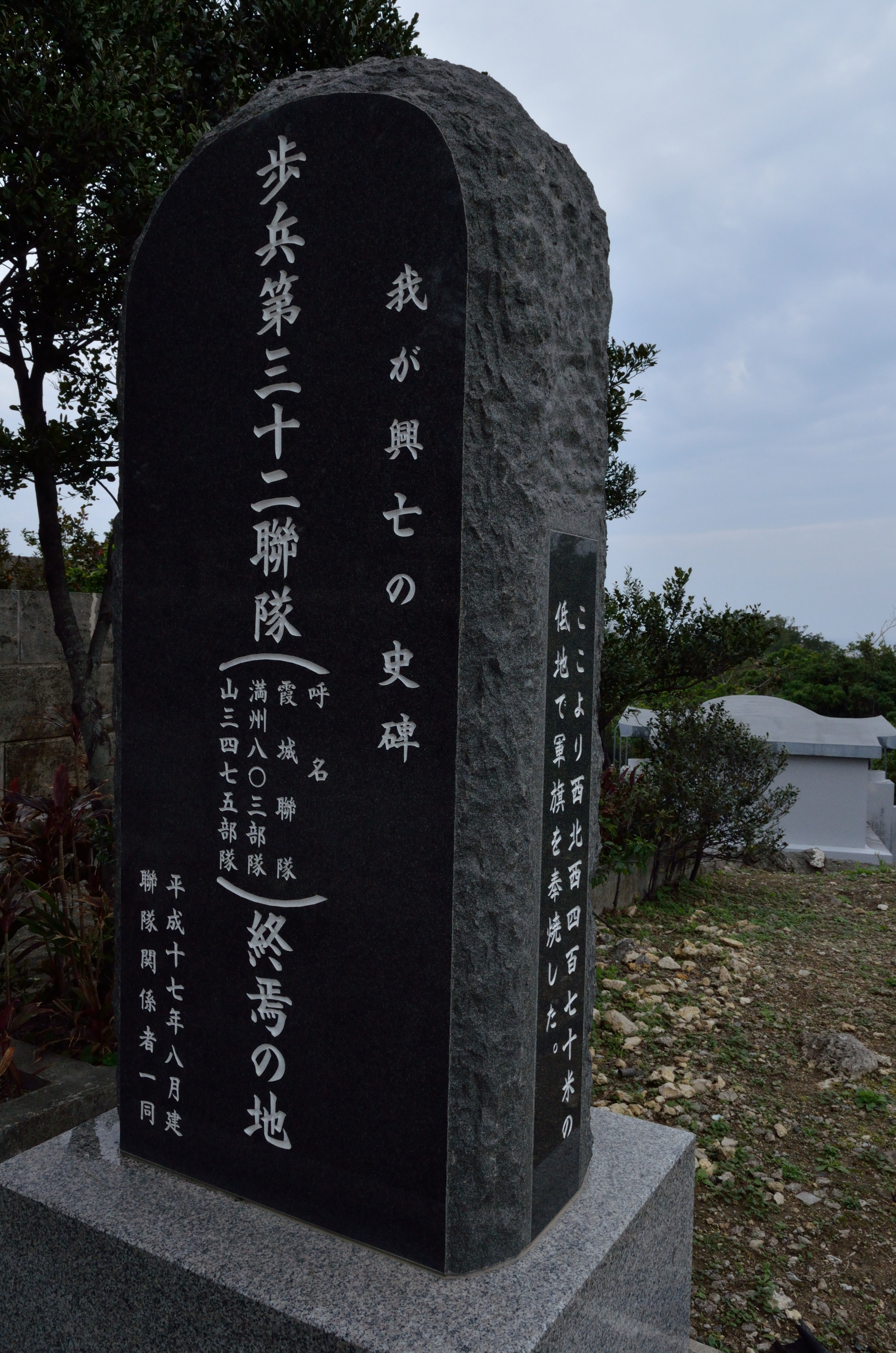
歩兵第三十二聯隊 終焉の地の碑
（沖縄県糸満市、）

1896年（明治29年）4月に編成を終え、秋田市に連隊本部を設置。1897年（明治30年）に第8師団隷下に入り、1898年（明治31年）3月24日に軍旗を拝受した。
1904年（明治37年）に始まった日露戦争に参加。戦後、秋田市から山形城（雅名は霞城）へ転営する。
1918年（大正7年）にシベリア出兵へ動員され、1922年（大正11年）に帰還した。
1925年（大正14年）5月1日、宇垣軍縮により改編され、所属替えしていた第2師団から第8師団へ戻された。
1931年（昭和6年）9月に満州事変が勃発し、1個大隊程度を派遣。 1937年（昭和12年）10月6日、満洲国駐剳となった。
1939年（昭和14年）10月、第8師団から、満洲で新設された第24師団に所属変更。同時に、本連隊の徴募区が山形県から北海道に変更された。

### 沖縄戦
大東亜戦争（太平洋戦争・第二次世界大戦）で劣勢に転じた帝國陸海軍は、米軍を迎え撃つため満洲から引き抜いた兵力を南方に転用した。歩兵第32連隊からは1944年（昭和19年）3月、1個大隊がサイパン島に派遣された。同年7月8日、連隊主力に出動命令が下り、8月1日には沖縄行きを知らされた。

翌1945年（昭和20年）、沖縄戦で帝國陸海軍が米軍主体の連合国軍に敗れ、第32軍司令官・中将牛島満は6月23日に自決。第24師団長・中将雨宮巽も同月30日に戦没した。

歩兵第32連隊の上級司令部が不在となったが、連隊長・大佐北郷格郎の下、数百名の残存将兵が国吉台（現在の糸満市）の洞窟陣地を堅持し、指揮系統を保って遊撃戦（国吉の丘陵地帯における戦闘）を展開。既に沖縄戦勝利、全県占領を発表していた米軍を悩ませ続けて、8月15日の日本の降伏宣言を迎えた。
8月18日、米軍機から投下されたビラに、日本のポツダム宣言受諾について記されていたが、歩兵第32連隊は米軍の謀略と疑っていた。8月22日、歩兵第32連隊第1大隊長の伊東孝一大尉が米軍の軍使と接触し、連隊本部の北郷連隊長に報告した。8月24日、現地の米軍司令部に伊東大尉が軍使として赴き、録音された「8月15日の玉音放送」、日本本土からのニュース音声などを聞き、さらに、既に米軍に投降していた第32軍参謀・大佐八原博通と会い、「米軍の謀略ではなく、真実である」と確認した。8月25日、伊東大尉は北郷連隊長に確認結果を報告し、伊東大尉が武装解除の交渉を一任された。

翌26日、伊東大尉は再び米軍司令部に赴き、「武装解除は8月29日」「27日から29日まで、連隊陣地周辺の約2平方キロメートルの地域での昼夜を問わず自由行動を認める」「自由行動地域の周りに米軍が歩哨を配置して、自由行動地域内への米兵の侵入を防ぐ」の3条件で合意した。歩兵第32連隊は8月28日に軍旗を奉焼し、翌29日に武装解除した。この時点での残存将兵は約300名であった（配属部隊を含む）。

## 歴代連隊長
数字は西暦の年月日。
| 代 | 氏名         | 在任期間                | 備考               |
| -- | ------------ | ----------------------- | ------------------ |
| 1  | 岩元貞英     | 1896.9.25 - 1899.2.7    | 中佐               |
| 2  | 安村範雄     | 1899.2.7 - 1902.9.30    | 中佐、1900.10.大佐 |
| 3  | 森川武       | 1902.9.30 -             | 中佐、1905.3.大佐  |
| 4  | 高山公通     | 1905.3.12 -             | 少佐（心得）       |
| 5  | 山本延身     | 1905.6.17 -             |                    |
| 6  | 森川武       | 1906.3.28 -             |                    |
| 7  | 岡沢慶三郎   | 1908.12.21 - 1912.12.10 | 中佐、大佐昇進     |
| 8  | 柴豊彦       | 1912.12.10 - 1916.8.18  |                    |
| 9  | 大川盛行     | 1916.8.18 -             |                    |
| 10 | 山田留太郎   | 1920.8.10 - 1922.8.15   |                    |
| 11 | 宮地太郎     | 1922.8.15 - 1924.12.15  |                    |
| 12 | 倉茂三蔵     | 1924.12.15 -            |                    |
| 13 | 堀之内直     | 1927.3.5 -              |                    |
| 14 | 佐藤正三郎   | 1930.8.1 -              |                    |
| 15 | 田中清一     | 1932.10.27 -            |                    |
| 16 | 阿部規秀     | 1935.8.1 -              |                    |
| 17 | 山本源右衛門 | 1937.8.2 -              |                    |
| 18 | 野地嘉平     | 1938.7.15 -             |                    |
| 19 | 川村脩       | 1941.2.10 -             |                    |
| 20 | 泉可畏翁     | 1942.4.1 -              |                    |
| 末 | 北郷格郎     | 1944.3.1 -              |                    |